# Berta de Lleó
Berta (morta el novembre de l'any 1099) va ser reina consort de Lleó pel seu matrimoni amb Alfons VI amb qui apareix per primera vegada als diplomes reials el 28 d'abril de l'any 1095.
Segons Pelai d'Oviedo, bisbe d'Oviedo seguint la Crònica de Sampir, Berta era "natural de la Toscana". El genealogista Szabolcs de Vajay opina que va ser una de les filles d'Amadeu II de Savoia, mentre que altres fonts afirmen que, en realitat, era filla de Guillem I de Borgonya, comte de Borgonya i Macon.
Es va casar l'any 1094, en algun moment abans del 28 d'abril de l'any 1095, amb el rei Alfons VI de Lleó, vidu de la seva segona esposa, Constança de Borgonya, i sense descendència masculina d'aquest matrimoni.
Apareix documentada per última vegada juntament amb el rei el 17 de novembre de l'any 1099 i hauria mort poc després, ja que no se'n fa menció al diploma reial del 15 de gener de l'any següent. Va morir, segons algunes fonts bibliogràfiques, el dia 25 de gener de l'any 100; tot i que d'altres afirmen que va morir després del 17 de novembre de l'any 1099, l'última vegada que es registra el seu nom als documents medievals, i el 15 de gener de l'any 1100, quan ja no surt a cap diploma reial.

## Enterrament

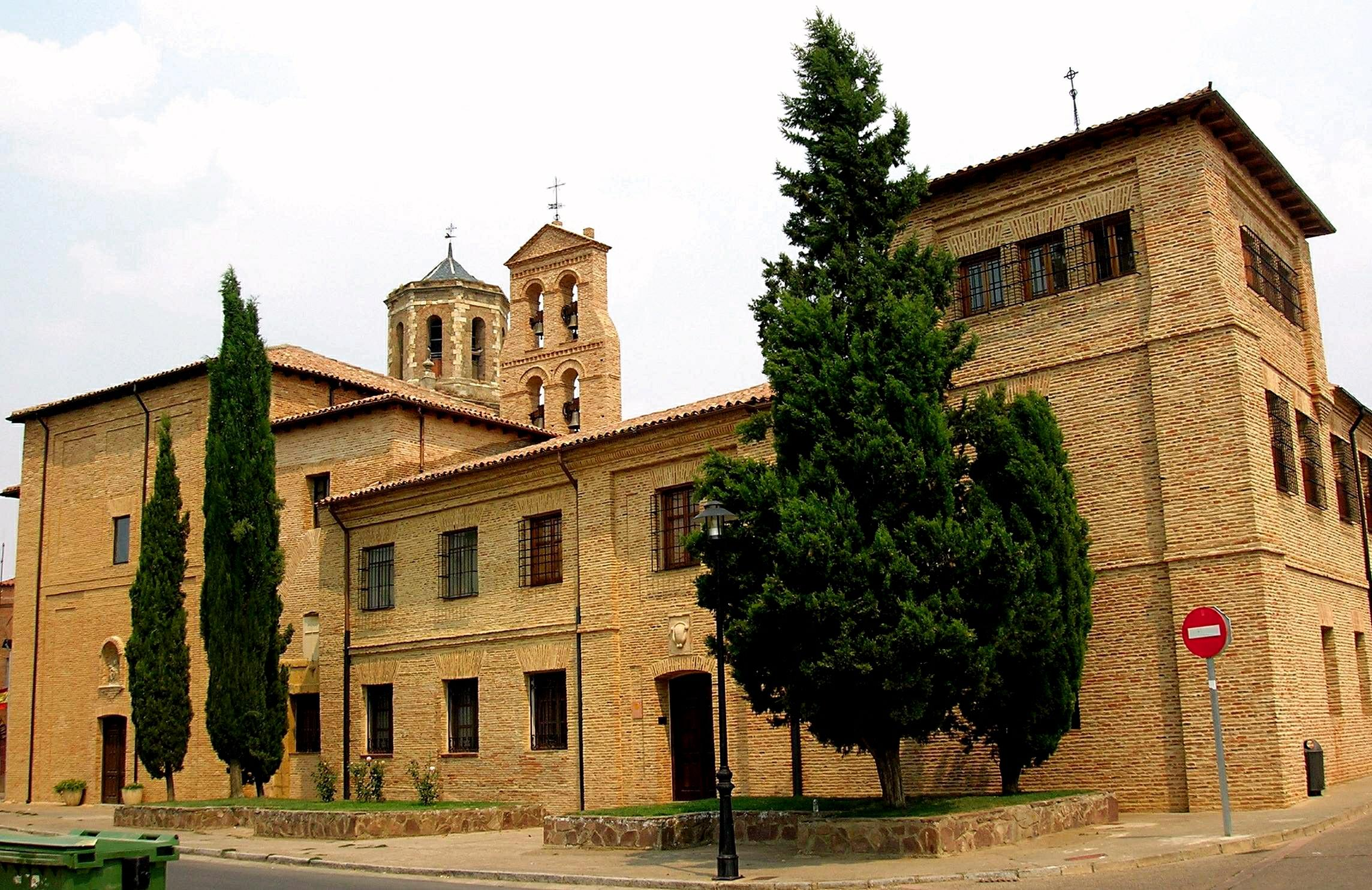
Façana del Monestir de Benedictines de Sahagún, on jeuen les restes de la reina Berta de Toscana.

Després de la seva mort, el seu cadàver va ser traslladat a Sahagún i sebollit al Monestir de Sant Benet, on el seu espòs Alfons VI seria enterrat posteriorment, en companyia d'algunes de les seves esposes.
El sepulcre que contenia les restes d'Alfons VI va ser destruït l'any 1810, durant l'incendi que va patir el Monestir de Sant Benet. Les restes mortals del rei i de diverses de les seves esposes, entre ells els de la reina Berta, van ser recollits i conservats a la cambra abacial fins a l'any 1821, any en què van ser expulsats els monjos del monestir, llavors van ser depositats per l'abat Ramon Alegrías a una capsa, que va ser col·locada al mur meridional de la capella del Crucifix fins que, al gener de l'any 1835, les restes van ser recollides de nou i introduïdes en una altra capsa i portats a l'arxiu, on eren en aquells moments les restes de les esposes del monarca. El propòsit era col·locar totes les restes reials en un nou santuari que llavors s'estava construint. No obstant, quan el Monestir de Sant Benet va ser desamortitzat l'any 1835, els monjos van entregar les dues capses amb les restes reials a un familiar d'un d'ells, que les va amagar fins que, l'any 1902, van ser trobades pel catedràtic del Institut de Zamora, Rodrigo Fernández Núñez.
En l'actualitat, les restes mortals d'Alfons VI descansen al Monestir de Benedictines de Sahagún, als peus del temple, en una arca de pedra llisa amb una coberta moderna de marbre i, en un sepulcre proper, descansen les restes de diverses de les esposes del rei, entre elles es troben les de Berta.